# 魯景公
魯景公（？—前323年），即姬匽，為戰國諸侯國魯國君主之一，是魯國第三十二任君主。他為魯康公兒子，承襲魯康公擔任該國君主，楊寬考証其在位時間在前343年—前323年，在位21年。《魯世家》記載在位29年，司馬光《資治通鑑考異》引《魯世家》作在位25年。